# Beckenried
Beckenried je obec ve švýcarském kantonu Nidwalden. Leží přibližně 8 kilometrů východně od hlavního města kantonu, Stansu. Žije zde přibližně 3 700 obyvatel.

## Geografie

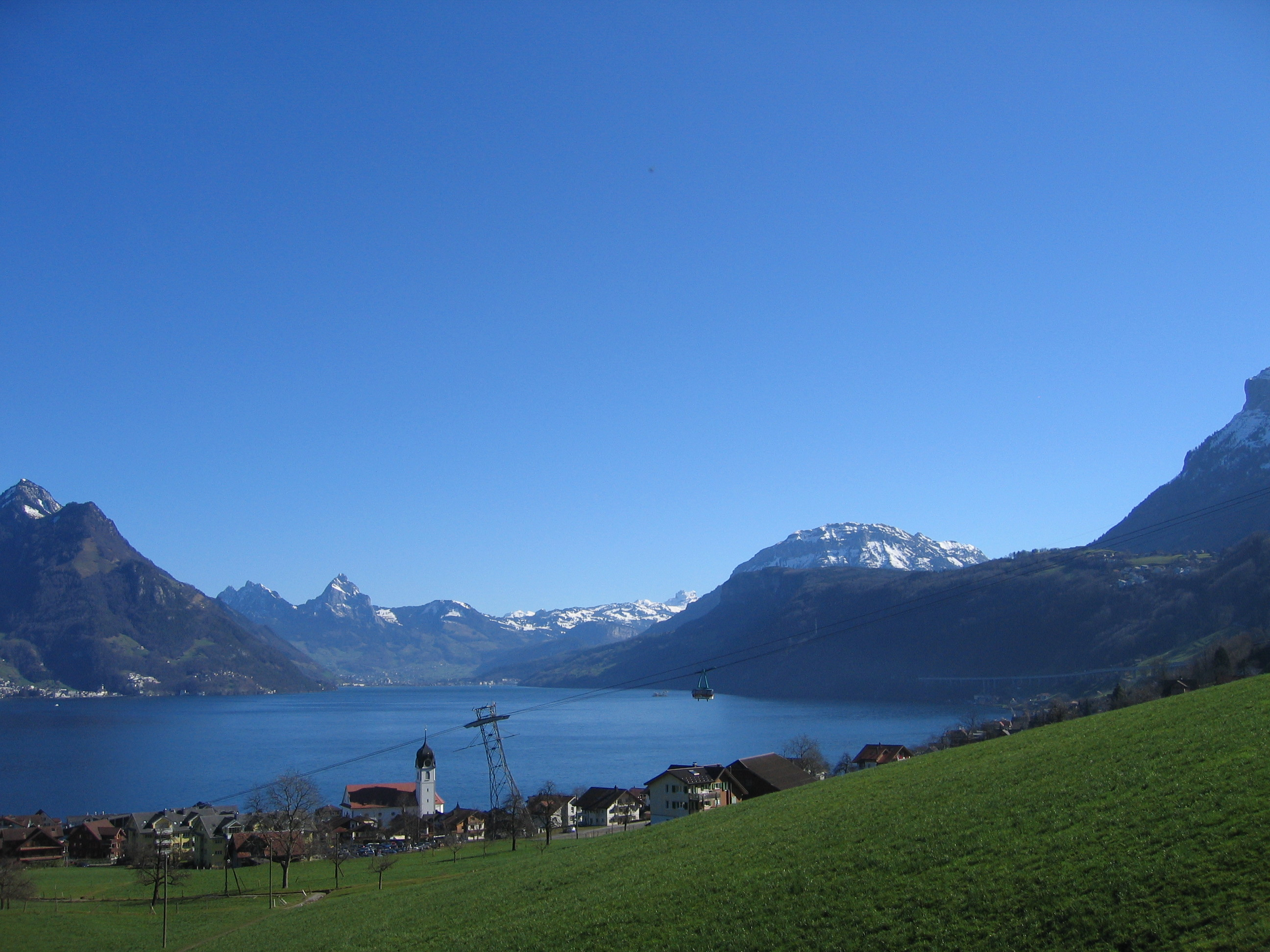
Lucernské jezero u Beckenriedu

Obec Beckenried leží v nadmořské výšce 435 m na jižním břehu Lucernského jezera. Rozkládá se mezi Klewenalpem na jihu a Lucernským jezerem na severu, což dává jejímu osídlení protáhlý tvar. Obec zahrnuje část jezera, východní úbočí Buochserhornu a rozsáhlé alpské oblasti a hory na jihu (Beckenried Berg). Nejvyšší nadmořskou výškou v obci je Risetenstock ve výšce 2290 m n. m., nejjižnější bod leží u Steinalper Jochli severovýchodně od Brisenu. Celou obcí protéká od jihu k severu potok Lielibach, který se uprostřed obce vlévá do Lucernského jezera. Významnými částmi Beckenriedu jsou Niederdorf, Oberdorf, Isenringen a Beckenried-Dorf, které se vzájemně rozrostly. Nejvýchodnějším sídlem protáhlé obce je vesnice Rütenen. Vysoko položenou částí obce je malá osada na Klewenalpu, která se skládá převážně z rekreačních domů a je obsluhována lanovkou.
Z celkové rozlohy obce tvoří zastavěná půda pouze 5,6 %. Velkou část území obce, 36,5 %, pokrývají křoviny a lesy. Ještě větší plocha, 49,2 %, je využívána pro zemědělství - často jde o vysokohorské pastviny. Dalších 13,7 % tvoří neproduktivní plochy (většinou hory a jezera).

## Historie

Beckenried (1956)

První listinná zmínka o Beckenriedu pochází z roku 1314 jako jako Buccinried. V roce 1323 je pak zmiňován jako Beggenriet.
Ve středověku vlastnily značné majetky kláštery Engelberg, Murbach-Lucern a Steinen. Dvě obytné věže (Retschrieden, Isenringen) byly ve 13. století sídlem dvou vlivných rodů. V roce 1323 přijal Johann von Aarberg v Beckenriedu zástupce tří lesních kantonů (Unterwalden, Schwyz a Uri). Později byl Beckenried až do 17. století několikrát sídlem vnitřní správy. Do roku 1638 patřila obec k Buochsu, od té doby je samostatnou farností; první kaple je doložena již k roku 1323. Současný kostel byl postaven v letech 1792–1807 Niklausem Purtschertem. Ve 13.–14. století vznikl politický orgán (vesnické shromáždění), který se v roce 1349 objevil jako konsolidovaná obec (útvar) všech obyvatel; až do roku 1850 v podstatě určoval dění v obci a reguloval společné užívání (Alpy, lesní plochy atp.).
Až do 20. století bylo hospodářství Beckenriedu silně ovlivněno zemědělstvím a alpským zemědělstvím (vývoz sýrů do Itálie). Dalšími zdroji příjmů byly od 19. století přádelny hedvábí a bavlny (export přes Gersau na opačném konci jezera). Tkalcovství lnu bylo žádané jako domácí práce. Z hlediska dopravy byla hlavní spojnicí mezi obcí a okolním světem vodní cesta. Beckenried měl od 18. století vlastní přívoz (v roce 1898 zde bylo vybudováno přístaviště společnosti pro plavbu po Lucernském jezeře). Ve druhé polovině 19. století se Beckenried vyvinul v oblíbené letní lázně. Výstavba lanovky na Klewenalp v roce 1933 (od té doby několikrát prodloužená) přivedla další zimní hosty (cca 38 000 hotelových noclehů v roce 2000) a dnes je zde silná jednodenní turistika.

## Obyvatelstvo

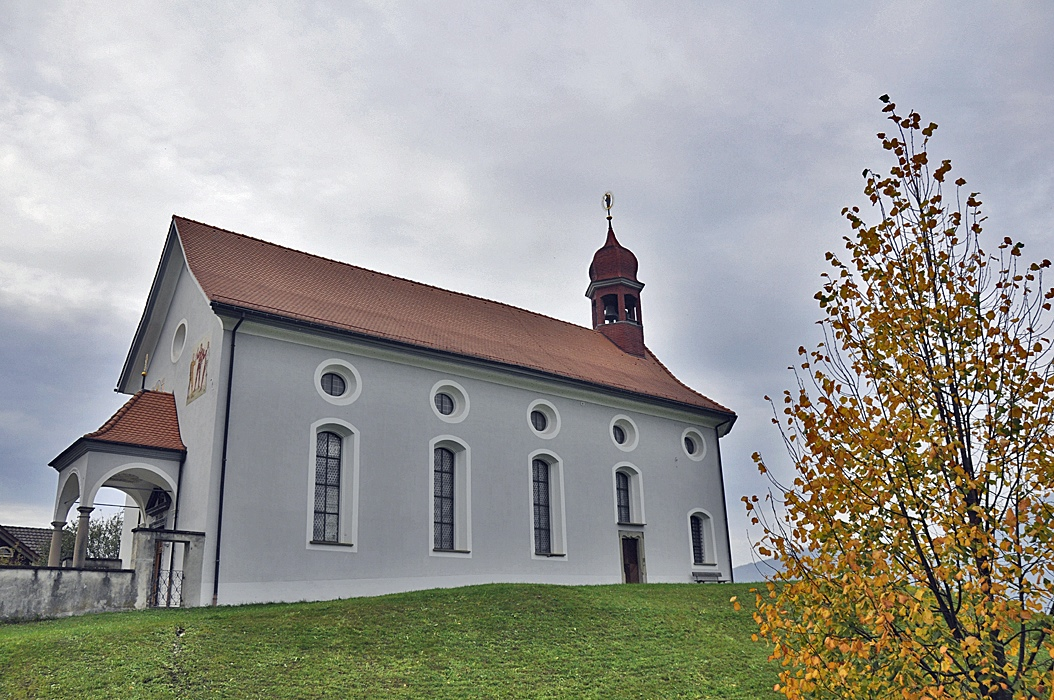
Kaplička v obci

K 31. prosinci 2021 v obci žilo 3733 obyvatel.

### Vývoj populace
V letech 1743–1850 došlo k výraznému nárůstu počtu obyvatel (+63,1 %). Hlavním důvodem byl vysoký přebytek narozených dětí. V letech 1850–1870 stagnoval. Po prudkém růstu v 70. letech 19. století následoval menší pokles v desetiletí hospodářského úpadku. Stále významnější cestovní ruch pak v letech 1888–1900 zajistil opětovný růst. Po druhé fázi stagnace nastalo po skončení první světové války období mírného růstu, které trvalo až do roku 1980 (1930–1980: +26 %). Zlepšení dopravní obslužnosti a zejména výstavba dálnice A2 vedly od roku 1980 k rychlému nárůstu počtu obyvatel (1980–2009: +53,3 %). Obec se také stala atraktivní pro dojíždějící za prací díky své poloze v blízkosti jezera a dálnice.
| Vývoj počtu obyvatel | Vývoj počtu obyvatel | Vývoj počtu obyvatel | Vývoj počtu obyvatel | Vývoj počtu obyvatel | Vývoj počtu obyvatel | Vývoj počtu obyvatel | Vývoj počtu obyvatel | Vývoj počtu obyvatel | Vývoj počtu obyvatel | Vývoj počtu obyvatel | Vývoj počtu obyvatel | Vývoj počtu obyvatel | Vývoj počtu obyvatel | Vývoj počtu obyvatel | Vývoj počtu obyvatel | Vývoj počtu obyvatel | Vývoj počtu obyvatel | Vývoj počtu obyvatel | Vývoj počtu obyvatel | Vývoj počtu obyvatel |
| -------------------- | -------------------- | -------------------- | -------------------- | -------------------- | -------------------- | -------------------- | -------------------- | -------------------- | -------------------- | -------------------- | -------------------- | -------------------- | -------------------- | -------------------- | -------------------- | -------------------- | -------------------- | -------------------- | -------------------- | -------------------- |
| Rok                  | 1743                 | 1850                 | 1860                 | 1870                 | 1880                 | 1888                 | 1900                 | 1910                 | 1920                 | 1930                 | 1941                 | 1950                 | 1960                 | 1970                 | 1980                 | 1990                 | 2000                 | 2010                 | 2015                 | 2020                 |
| Počet obyvatel       | 823                  | 1342                 | 1360                 | 1309                 | 1530                 | 1492                 | 1663                 | 1643                 | 1628                 | 1683                 | 1817                 | 1981                 | 2042                 | 2092                 | 2120                 | 2418                 | 2825                 | 3291                 | 3544                 | 3742                 |

### Jazyky
Téměř všichni obyvatelé mluví německy jako každodenním hovorovým jazykem, avšak silně alemanským dialektem. Při sčítání lidu v roce 2000 uvedlo 95,3 % obyvatel jako svůj hlavní jazyk němčinu, 1,0 % angličtinu a 0,8 % srbochorvatštinu.

### Národnostní složení
Z 3733 obyvatel na konci roku 2021 bylo 3224 (86,36 %) švýcarských státních příslušníků. Většina přistěhovalců pochází ze střední a západní Evropy (Německo 227, Rakousko 21, Spojené království 18, Nizozemsko 12, Francie a Česká republika po 10 osobách), jižní Evropy (Portugalsko 35, Itálie 28 a Španělsko 13 osob) a Eritreje (16 osob). Při sčítání lidu v roce 2000 mělo 2 651 osob (93,84 %) švýcarské občanství; z toho 82 osob mělo dvojí občanství.

## Hospodářství
Zemědělství a vysokohorská turistika, stejně jako doprava zboží po jezeře, byly po dlouhou dobu hlavními hospodářskými odvětvími v Beckenriedu. V 19. století se přidala stavba lodí a již ve druhé polovině téhož století nabýval na významu cestovní ruch. Později se přidalo stavebnictví, výroba sportovních potřeb a dřevovýroba.

## Doprava

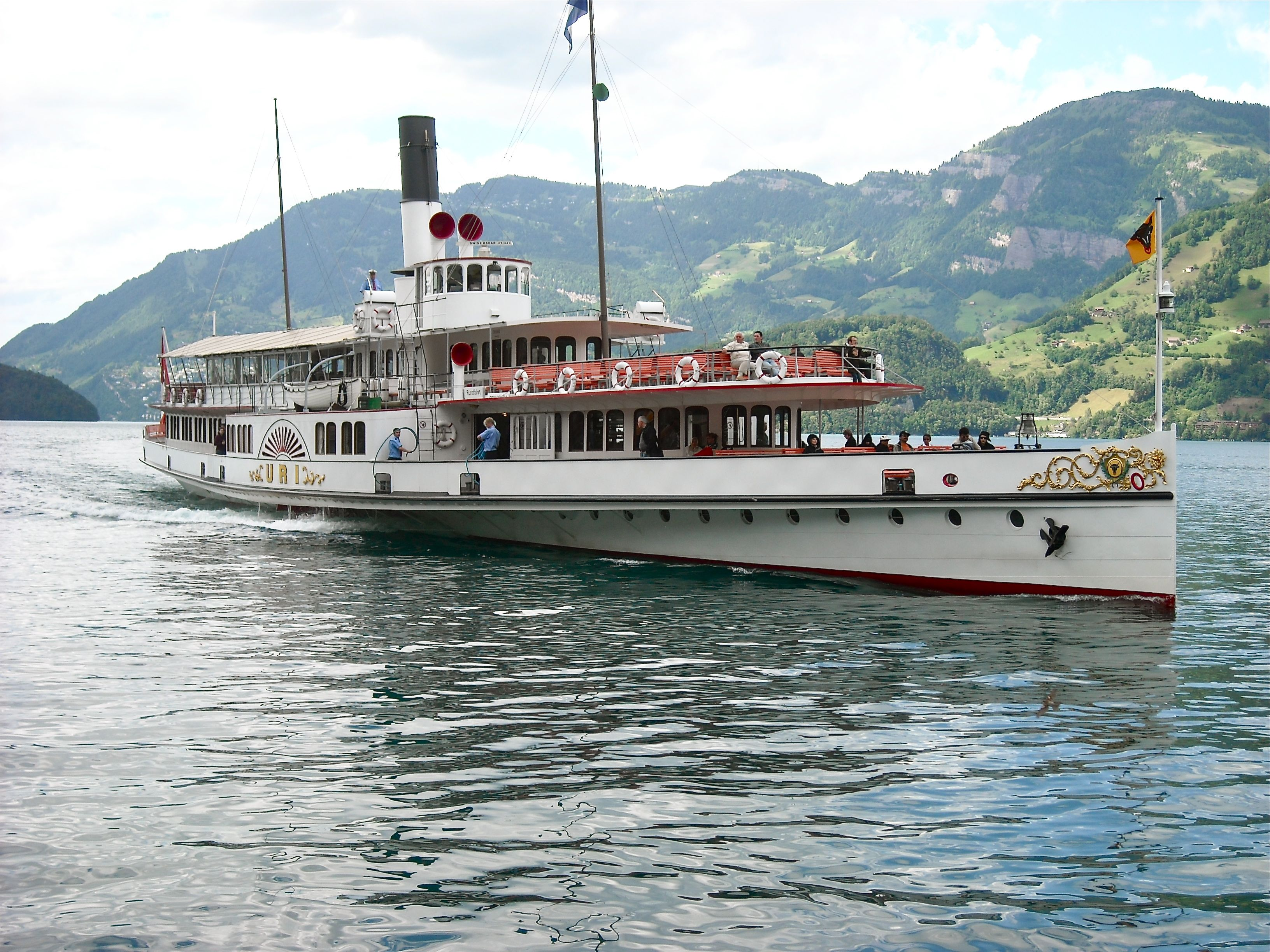
Výletní loď v Beckenriedu

Stará cesta z Buochs do Beckenriedu ze 16. století byla v roce 1866 přeložena na břeh jezera. V roce 1880 byla vybudována silnice do Emmettenu, v roce 1933 byla zahájena doprava motorovým přívozem do Gersau a v roce 1980 byl otevřen úsek dálnice A2 do Uri, jehož šikmý viadukt obec rozděluje.
Kromě toho zde dosud funguje přívoz Beckenried–Gersau a lodní přístav jako malé centrum lodní dopravy v Rütenenu. Obec je napojena na síť veřejné dopravy prostřednictvím poštovní autobusové linky Länderpark – Stans – Seelisberg a linky Stans–Altdorf. Beckenried je také zastávkou lodní dopravy SGV na linkách Lucern–Flüelen a Flüelen–Alpnachstad.